# Friedrich-Wilhelm Deutsch
Friedrich-Wilhelm Deutsch (* 25. September 1895 in Stolzenhagen; † 27. März 1945 in Wesel) war ein deutscher Offizier, zuletzt Generalmajor der Luftwaffe der Wehrmacht im Zweiten Weltkrieg.

## Leben
Deutsch trat am 10. August 1914, kurz nach Beginn des Ersten Weltkriegs, als Freiwilliger in das Schleswig-Holsteinische Pionier-Bataillon Nr. 9 ein, das an Westfront eingesetzt wurde. Deutsch stieg bis zum Leutnant auf und diente als Zugführer und Bataillonsadjutant. Er wurde mit beiden Klassen des Eisernen Kreuzes sowie dem Mecklenburgischen Militärverdienstkreuz II. Klasse ausgezeichnet.
Nach Kriegsende und der Demobilisierung seines Bataillons zum 30. September 1919 schied Deutsch aus dem Heer und schloss sich bis September 1920 dem Freiwilligen-Regiment „von Oven“ an. Im Oktober 1921 wurde er von der Reichswehr übernommen und bis März 1925 als Batterieoffizier im 2. (Preußisches) Artillerie-Regiment verwendet. Danach war er von April 1925 bis 1926 Kompanieoffizier im 2. (Preußisches) Pionier-Bataillon in Stettin.
1926 wurde er zu einem Studium an die Technische Hochschule Charlottenburg delegiert, das er 1931 als Diplom-Ingenieur abschloss. Danach diente er kurzzeitig in der 3. Batterie des 2. (Preußischen) Artillerie-Regiments, wurde aber noch 1931 in das Reichswehrministerium in Berlin versetzt, wo er bis 1933 Referent in der Balistischen und Munitionsabteilung (WaPrw 1) im Heereswaffenamt (WaA) war. 1933 wurde Deutsch als Kompaniechef zur 2. (Preußischen) Kraftfahr-Abteilung in Stettin versetzt, wo er bis Ende Mai 1935 diente. Danach kehrte Deutsch zum Heereswaffenamt zurück.
Am 1. April 1936 trat er zur Luftwaffe über. Er diente bis Ende August 1943 als Referent und Gruppenleiter im Reichsluftfahrtministerium. Am 1. September 1943 wurde Deutsch zum Kommandeur des Flak-Regiments 25 ernannt, das mit der Luftverteidigung des Großraumes Hannover betraut war. Ihm unterstanden dabei die schweren Flak-Abteilungen 461, 521, 801, 428 (Eisenbahnflak) sowie die leichte Flak-Abteilung 871. Im Januar 1944 verfügte das Regiment über 18 schwere und 9 mittlere/leichte Flakbatterien. Im Januar 1944 wurde Deutsch zum Kommandeur der Flakgruppe Halle-Merseburg (Flak-Regiment 33) ernannt, das die Industrieobjekte im Großraum Halle und die Raffinerien um die Leuna-Werke sicherte. Am 30. April 1944 wurde Deutsch zum Kommandeur der 16. Flak-Division ernannt, die er bis zur Umwandlung des Divisionskommandos in das Generalkommando des VI. Flak-Korps am 9. Februar 1945 an der Westfront kommandierte, unter anderem bei der Schlacht um Arnheim. Am 10. Februar 1945 wurde Deutsch zum Luftwaffenkommando West versetzt, wo er im März 1945 zum Kampfkommandanten von Wesel ernannt wurde. Dort fiel er am 27. März 1945.